# Aydın Büyükşehir Belediyespor

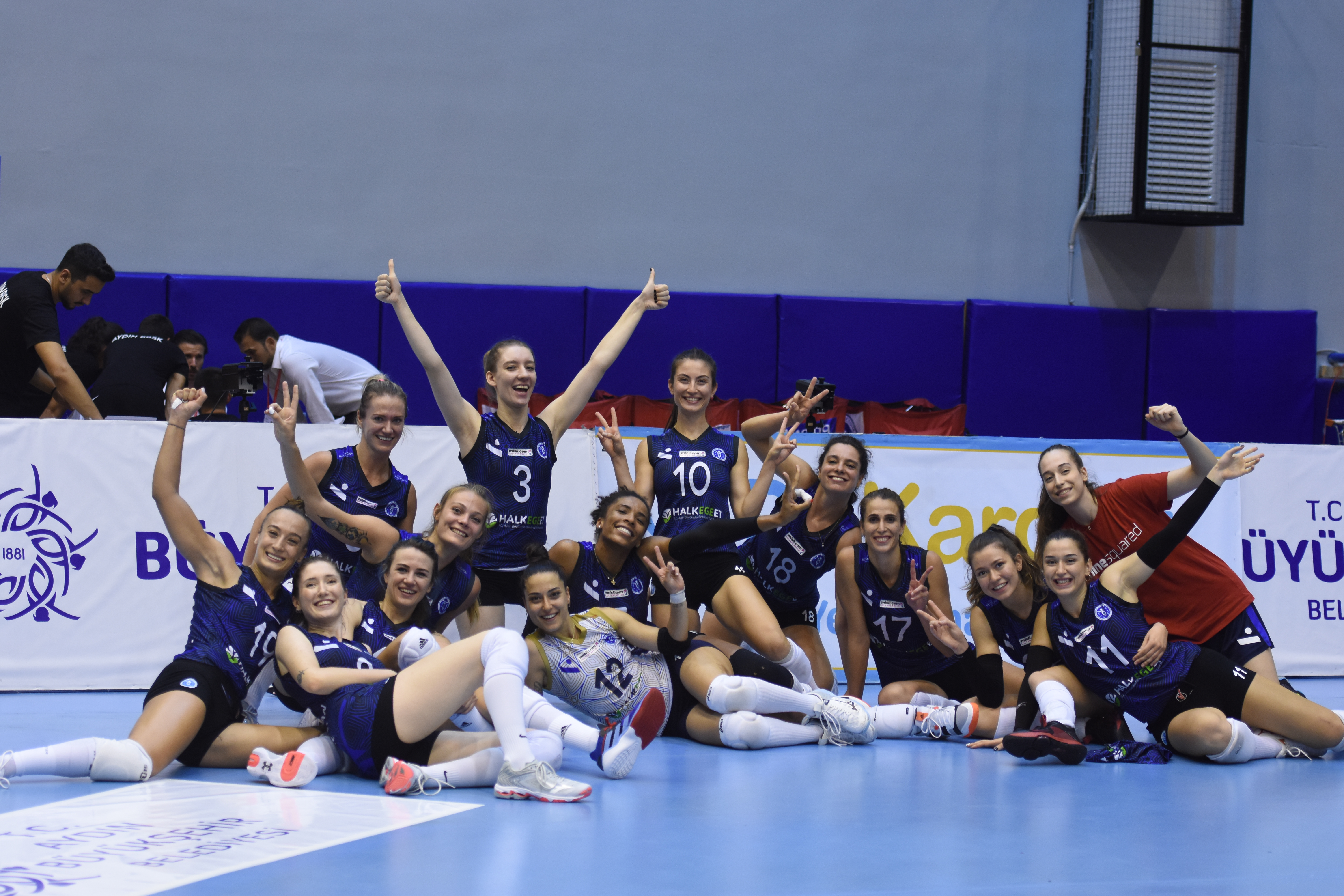
Siatkarki Aydın Büyükşehir Belediyespor po meczu z Galatasaray HDI Sigorta 11.09.2020

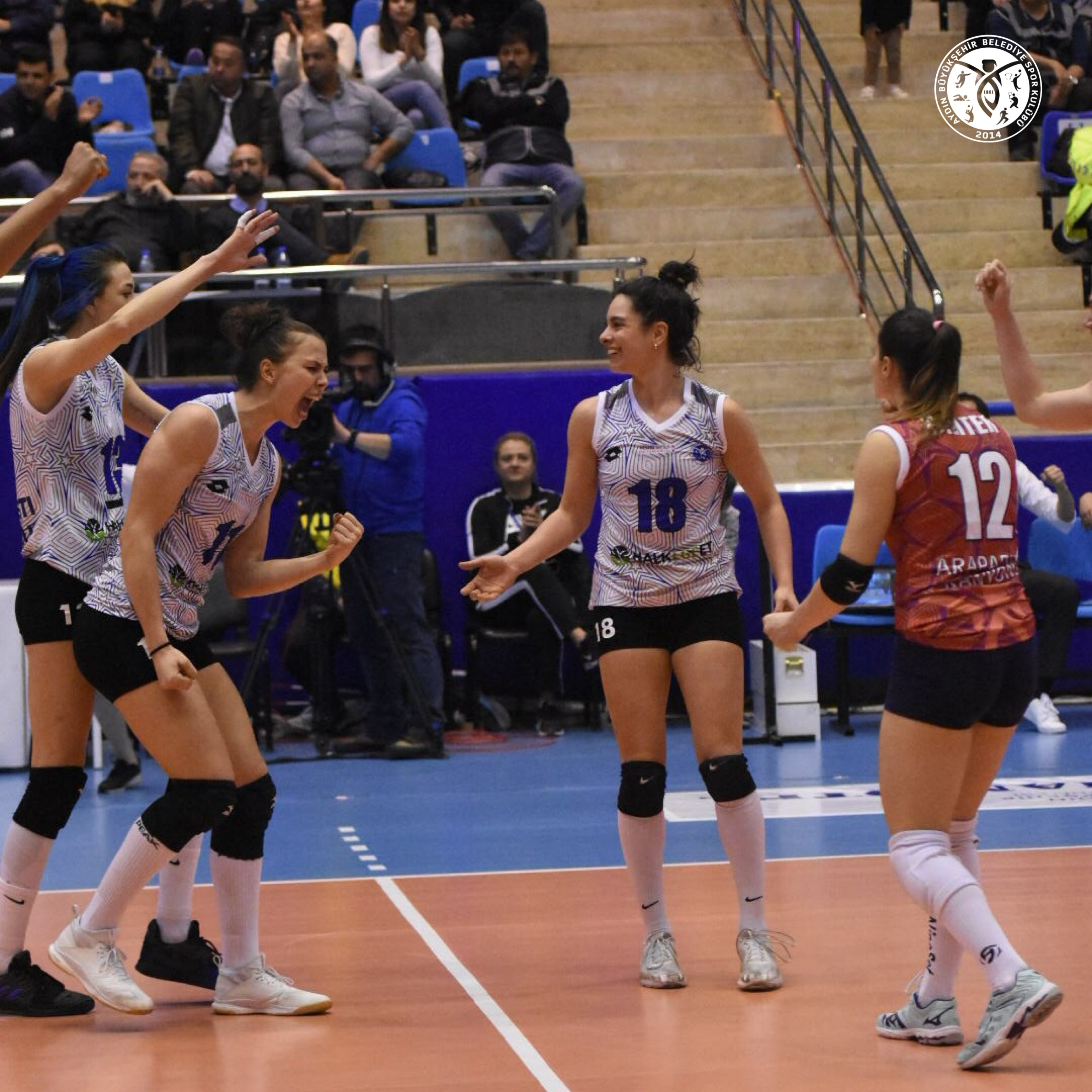
Siatkarki Aydın Büyükşehir Belediyespor w meczu ligowym w sezonie 2019/2020

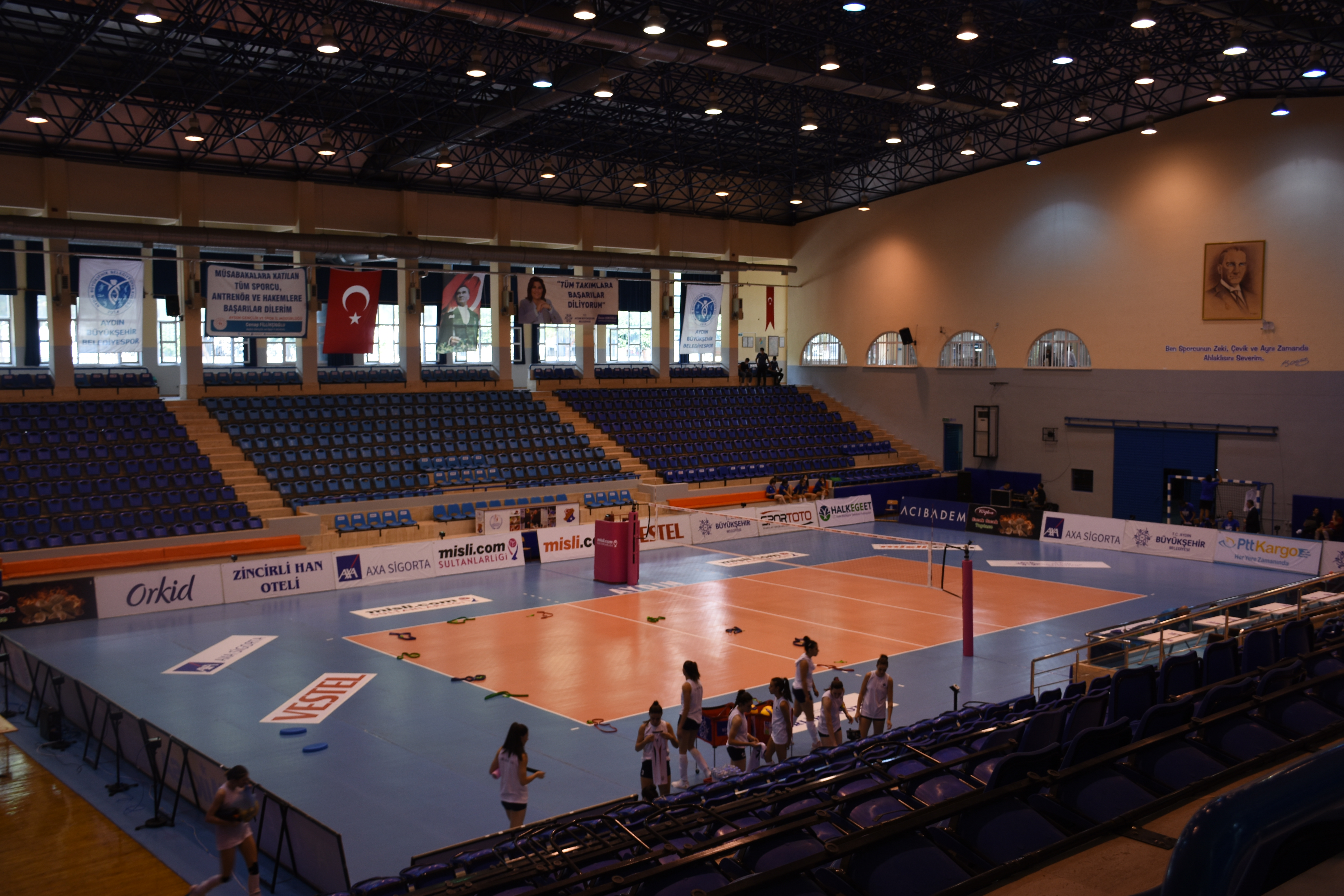
Hala sportowa Aydın Mimar Sinan Spor Salonu, gdzie rozgrywają mecze siatkarki Aydın Büyükşehir Belediyespor

Aydın Büyükşehir Belediyespor – turecki klub siatkarski kobiet, powstały w 2014 roku w Aydın. Klub od sezonu 2018/2019 występuje w najwyższej klasie rozgrywkowej w Turcji w Vestel Venus Sultanlar Ligi.

## Sukcesy
Puchar Challenge:
- 2019

## Kadra

### Sezon 2025/2026[1]
| Nr                        | Imię i nazwisko            | Data ur. | Wzrost | Pozycja      |
| ------------------------- | -------------------------- | -------- | ------ | ------------ |
| 1                         | Gizem Çerağ Düzeltir       | 1996     | 169    | libero       |
| 5                         | Aleksandra Rasińska        | 1998     | 190    | atakująca    |
| 7                         | Fatma Şekerci              | 1990     | 180    | przyjmująca  |
| 23                        | Seher Aksoy                | 2003     | 185    | środkowa     |
| Potwierdzone transfery    |                            |          |        |              |
|                           | Martyna Grajber-Nowakowska | 1995     | 180    | przyjmująca  |
| Niepotwierdzone transfery |                            |          |        |              |
|                           | Wiktorija Kobzar           | 2004     | 183    | rozgrywająca |
|                           | Mina Mijatović             | 2001     | 190    | przyjmująca  |
|                           | Gizem Mısra Aşçı           | 1998     | 180    | rozgrywająca |
|                           | Selen Köse                 | 2005     | 186    | atakująca    |
|                           | Azra Kaya                  | 2007     | 184    | przyjmująca  |
|                           | Ilarya Zararsız            | 1998     | 169    | libero       |

### Sezon 2024/2025
| Nr | Imię i nazwisko      | Data ur. | Wzrost | Pozycja      |
| -- | -------------------- | -------- | ------ | ------------ |
| 1  | Gizem Çerağ Düzeltir | 1996     | 169    | libero       |
| 2  | Merve Nur Öztürk     | 2000     | 183    | przyjmująca  |
| 4  | Irem Nur Özsoy       | 2003     | 160    | libero       |
| 5  | Aleksandra Rasińska  | 1998     | 190    | atakująca    |
| 6  | Berka Buse Özden     | 2004     | 182    | środkowa     |
| 7  | Fatma Şekerci        | 1990     | 180    | przyjmująca  |
| 9  | Nina Stojiljkovic    | 1996     | 180    | rozgrywająca |
| 11 | Cansu Aydınoğulları  | 1992     | 180    | rozgrywająca |
| 12 | Angela Leyva         | 1996     | 182    | przyjmująca  |
| 13 | Zeynep Sude Demirel  | 2000     | 198    | środkowa     |
| 14 | Hilary Johnson       | 1998     | 186    | przyjmująca  |
| 19 | Defne Başyolcu       | 2006     | 190    | atakująca    |
| 23 | Seher Aksoy          | 2003     | 185    | środkowa     |

### Sezon 2023/2024[3]
| Nr | Imię i nazwisko                | Data ur. | Wzrost | Pozycja               |
| -- | ------------------------------ | -------- | ------ | --------------------- |
| 1  | Lauren Carlini                 | 1995     | 185    | rozgrywająca          |
| 3  | Selin Adalı                    | 2003     | 171    | libero                |
| 4  | Ecenur Aksoy                   | 1997     | 187    | środkowa              |
| 5  | Firdevs Kiremitçi              | 1999     | 193    | środkowa              |
| 6  | Özge Nur Çetiner               | 1993     | 191    | środkowa              |
| 7  | Fatma Şekerci                  | 1990     | 180    | przyjmująca           |
| 9  | Çağla Salih                    | 2002     | 178    | rozgrywająca          |
| 10 | Simay Cinbaz                   | 2002     | 187    | rozgrywająca          |
| 10 | Wałerija Nudha (od 01.02.2024) | 2002     | 186    | przyjmująca           |
| 11 | Gizem Çerağ Düzeltir           | 1996     | 169    | libero                |
| 12 | Tuğçe Akman                    | 1995     | 180    | przyjmująca           |
| 14 | Ayşe Çürük                     | 2001     | 183    | przyjmująca/atakująca |
| 16 | Anna Nicoletti                 | 1996     | 193    | atakująca             |
| 17 | Sara Loda                      | 1990     | 182    | przyjmująca           |
| 35 | Ilayda Uçak                    | 2002     | 188    | środkowa              |

### Sezon 2022/2023[4]
| Nr | Imię i nazwisko                  | Data ur. | Wzrost | Pozycja      |
| -- | -------------------------------- | -------- | ------ | ------------ |
| 1  | Selin Adalı                      | 2003     | 171    | libero       |
| 2  | Merve Nur Öztürk                 | 2000     | 183    | przyjmująca  |
| 3  | Fatma Şekerci                    | 1990     | 180    | przyjmująca  |
| 4  | Berra Eren                       | 2001     | 188    | środkowa     |
| 5  | Özlem Güven                      | 1997     | 162    | libero       |
| 6  | Özge Nur Çetiner                 | 1993     | 191    | środkowa     |
| 7  | Emine Arıcı                      | 1997     | 193    | środkowa     |
| 8  | Semra Özer                       | 1994     | 181    | atakująca    |
| 9  | Çağla Salih                      | 2002     | 178    | rozgrywająca |
| 10 | Idil Naz Başcan                  | 1999     | 180    | przyjmująca  |
| 11 | Aslıhan Kılıç                    | 1990     | 180    | rozgrywająca |
| 14 | Shealyn McNamara (od 30.01.2023) | 1999     | 186    | środkowa     |
| 16 | Anna Nicoletti                   | 1996     | 193    | atakująca    |
| 17 | Sara Loda                        | 1990     | 182    | przyjmująca  |
| 18 | Saša Planinšec                   | 1995     | 184    | środkowa     |

### Sezon 2021/2022[5]
| Nr | Imię i nazwisko                | Data ur. | Wzrost | Pozycja      |
| -- | ------------------------------ | -------- | ------ | ------------ |
| 1  | Melis Yılmaz                   | 1997     | 169    | libero       |
| 2  | Merve Nur Öztürk               | 2000     | 183    | przyjmująca  |
| 3  | Gréta Szakmáry                 | 1991     | 185    | przyjmująca  |
| 4  | Berra Eren                     | 2001     | 188    | środkowa     |
| 5  | Ergül Avcı Eroğlu              | 1987     | 190    | środkowa     |
| 7  | Emine Arıcı                    | 1997     | 193    | środkowa     |
| 8  | Eylül Akarçeşme                | 1999     | 171    | libero       |
| 10 | Güldeniz Önal                  | 1986     | 182    | przyjmująca  |
| 11 | Aslıhan Kılıç                  | 1990     | 180    | rozgrywająca |
| 14 | Anna Stevenson (od 28.12.2021) | 1999     | 188    | środkowa     |
| 16 | Anna Nicoletti                 | 1996     | 193    | atakująca    |
| 17 | Ezgi Bektaş                    | 1993     | 184    | przyjmująca  |
| 18 | Duygu Düzceler                 | 1990     | 178    | rozgrywająca |
| 20 | Pelin Özkılıçcı                | 1999     | 184    | atakująca    |

### Sezon 2020/2021
| Nr | Imię i nazwisko                      | Data ur. | Wzrost | Pozycja               |
| -- | ------------------------------------ | -------- | ------ | --------------------- |
| 1  | Anti Wasilandonaki                   | 1996     | 196    | przyjmująca/atakująca |
| 3  | Cemre Janset Erkul                   | 1997     | 185    | środkowa              |
| 4  | Berra Eren                           | 2001     | 188    | środkowa              |
| 5  | Rachael Adams (do 20.11.2020)        | 1990     | 189    | środkowa              |
| 6  | Maret Balkestein-Grothues            | 1988     | 180    | przyjmująca           |
| 8  | Eylül Akarçeşme                      | 1999     | 171    | libero                |
| 9  | Cansu Ayyıldız                       | 2000     | 185    | przyjmująca           |
| 10 | Ecem Alıcı                           | 1994     | 181    | przyjmująca           |
| 11 | Aslıhan Kılıç                        | 1990     | 180    | rozgrywająca          |
| 12 | Pınar Eren                           | 1986     | 170    | libero                |
| 13 | Meryem Boz Çalık                     | 1988     | 194    | atakująca             |
| 14 | Stiliani Christodulu (od 23.12.2020) | 1991     | 184    | rozgrywająca          |
| 17 | Ezgi Dağdelenler                     | 1993     | 184    | przyjmująca           |
| 18 | Duygu Düzceler                       | 1990     | 178    | rozgrywająca          |
| 19 | Hande Korkut                         | 1990     | 188    | środkowa              |
| 20 | Pelin Özkılıçcı                      | 1999     | 184    | atakująca             |

### Sezon 2019/2020
| Nr | Imię i nazwisko                | Data ur. | Wzrost | Pozycja      |
| -- | ------------------------------ | -------- | ------ | ------------ |
| 2  | Erçe Su Kasapoglu              | 1996     | 172    | libero       |
| 4  | Celeste Plak                   | 1995     | 190    | przyjmująca  |
| 6  | Maret Balkestein-Grothues      | 1988     | 180    | przyjmująca  |
| 7  | Selin Arifoğlu                 | 1992     | 186    | środkowa     |
| 8  | Semra Özer                     | 1994     | 185    | atakująca    |
| 10 | Ecem Alici                     | 1994     | 181    | przyjmująca  |
| 11 | Saša Planinšec (od 14.01.2020) | 1995     | 185    | środkowa     |
| 12 | Bihter Dumanoğlu               | 1995     | 175    | libero       |
| 13 | Meryem Boz Çalık               | 1988     | 194    | atakująca    |
| 15 | Arelya Karasoy (od 21.01.2020) | 1996     | 181    | rozgrywająca |
| 16 | Ece Hocaoğlu (od 29.01.2020)   | 1994     | 189    | przyjmująca  |
| 18 | Duygu Düzceler                 | 1990     | 178    | rozgrywająca |
| 19 | Hande Korkut                   | 1990     | 188    | środkowa     |

### Sezon 2018/2019
| Nr | Imię i nazwisko      | Data ur. | Wzrost | Pozycja      |
| -- | -------------------- | -------- | ------ | ------------ |
| 1  | Jineiry Martínez     | 1997     | 190    | środkowa     |
| 2  | Erçe Su Kasapoglu    | 1996     | 172    | libero       |
| 3  | Gaila González López | 1997     | 188    | atakująca    |
| 4  | Ecem Alici           | 1994     | 181    | przyjmująca  |
| 5  | Ceyda Durukan        | 1994     | 182    | środkowa     |
| 6  | Buse Ince            | 1993     | 194    | środkowa     |
| 7  | Desisława Nikołowa   | 1991     | 184    | przyjmująca  |
| 8  | Aybüke Özdemir       | 1996     | 192    | środkowa     |
| 9  | Ezgi Akyvaldiz       | 1998     | 182    | przyjmująca  |
| 10 | Seda Turkkan         | 1984     | 179    | rozgrywająca |
| 11 | Ceyda Demirhan       | 1992     | 196    | środkowa     |
| 12 | Gözde Dal            | 1988     | 185    | środkowa     |
| 14 | Cansu Ayyildiz       | 2000     | 182    | przyjmująca  |
| 15 | Darya Özbek          | 1983     | 188    | atakująca    |
| 16 | Sedef Sazlidere      | 1992     | 168    | libero       |
| 17 | Fulden Ural          | 1991     | 186    | przyjmująca  |
| 18 | Duygu Düzceler       | 1990     | 178    | rozgrywająca |
| 20 | Brayelin Martínez    | 1996     | 202    | przyjmująca  |